# Спомен-обележје Сремски фронт
45° 02′ 59″ N 19° 10′ 41″ E / 45.04972° С; 19.17806° И
Спомен-обележје Сремски Фронт је знаменито место од изузетног значаја у Србији код села Адашевци у оквиру Општине Шид. На датом простору током ратних 1944-45. образован је Сремски фронт, највећа фронтовска операција на тлу Југославије у Другом светском рату.
Аутор постојећег комплекса је архитекта Мирослав Крстоношић чији рад је добијен путем конкурса чији председник је био проф. архитекта Богдан Богдановић. Након конкурса изабрани су и коаутори, за ентеријер је био задужен вајар Јован Солдатовић, за пејзажно уређење проф. др Милан Сапунџић. Сви релевантни подаци о самој градњи комплекса се налазе у књизи „Сремски фронт од битке до споменика".

## Положај
Данашњи спомен-парк налази се јужно од Шида, на око 5 km југозападно од села Адашеваца, чијем атару припада. Дати простор се налази на левој обали реке Босут, а непосредно северно од Ауто-пута Београд-Загреб, на 106-ом километру од Београда. Уз сам спомен-парк налази се и прва наплатна рампа у Србији после уласка на граничном прелазу „Батровци“.

## Историјат
Уочи завршних операција Југословенске армије за коначно ослобођење земље од фашиста Немци су, у циљу повлачења својих снага са југа Балкана, предузели стварање великог фронта у западном делу Срема, који је по томе и назван. Ратне операције на Сремском фронту су трајале 21. октобра 1944. до 13. априла 1945. године. Као њихов крај означено је ослобађање Западног Срема и Винковаца.

## Спомен-обележје
Спомен-обележје посвећен Сремском фронту подигнут је 1988. године. Грађен је истовремено са подизањем дотадашњег пута Братство-Јединство у савремени ауто-пут. Током ратних 1990-их година споменик је оштећен. У раздобљу 2003-05. дошло је до делимичне обнове комплекса. Током 2000-их подигнута је православна капела.
Спомен-парк „Сремски Фронт“ сачињен је од три целине:
- Сабиралишта са 70 вертикалних подзида у које су уграђене плоче са називима свих јединица које су учествовале у борбама на Сремском фронту и три рељефа на којима је приказан распоред наших и непријатељских одбрамбених линија
- Алеје части, на којој је исписано 15.000 имена палих бораца Југословенске, Црвене и Бугарске армије
- Музеја који садржи скулптуре од гипса које је урадио Јован Солдатовић, и које се посматрају уз звучне и светлосне ефекте